# 나가사카 유토
나가사카 유토(일본어: 永坂 勇人, 1994년 5월 22일 ~ )는 일본의 축구 선수이다.

## 구단 경력
그는 2013년부터 2018년까지 J리그의 홋카이도 콘사돌레 삿포로, 미토 홀리호크에서 활동하였다.